# ديفيد شولمان
ديفيد شولمان (بالإنجليزية: David Shulman)‏ هو عالم تعمية أمريكي، ولد في 12 نوفمبر 1912، وتوفي في 30 أكتوبر 2004.